# Torchlight
Torchlight es un videojuego de rol desarrollado por Runic Games y publicado por Perfect World. Salió a la venta para Microsoft Windows en octubre del 2009. El juego se desarrolla en un mundo fantástico donde existe un pueblo llamado Torchlight que está rodeado por largas cavernas y mazmorras las cuales se recorrerán en busca de aventuras luchando contra monstruos, recolectando oro y equipamiento. Una versión retail fue publicada para Windows en Estados Unidos en junio del 2010 por Encore, Inc, y JoWood Entertainment y luego otra en Europa en abril del mismo año. El 12 de mayo de 2010 se dio a conocer un port para Mac OS X desarrollado por World Domination Industries y publicado por Steam. Runic Games y World Domination Industries desarrollaron un port para Xbox Live Arcade que salió al público el 9 de marzo de 2011.
El desarrollo del juego fue dirigido por Travis Baldree, diseñador de Fate, al cual se le unieron Max Schaefer y Eric Schaefer (codiseñadores de Diablo y Diablo II), y el equipo que trabajó con Baldree en la encarnación original de Mythos. Runic Games lanzó una secuela que se publicó el 20 de septiembre de 2012, Torchlight II.
Torchlight forma parte de la sexta edición de Humble Indie Bundle, introduciendo además una versión para sistemas operativos basados en GNU/Linux.

## Jugabilidad
El jugador controla un héroe que explora una serie de mazmorras, combate contra numerosos enemigos, reúne oro y equipamiento. El juego presenta un solo pueblo, Torchlight, que funciona de base a la cual el jugador puede regresar periódicamente para vender y comprar ítems, aparte de asignársele misiones. Mientras el protagonista se interna en las mazmorras una serie de misiones le van siendo asignadas. Estas requieren casi siempre combatir con jefes enemigos únicos para avanzar en la historia principal. El jugador puede también acceder de forma opcional a otras misiones secundarias y visitar mazmorras perdidas. El ambiente es tridimensional y visto desde una vista superior similar a la perspectiva isométrica usada en Diablo. En computadoras personales el juego es controlado mediante el ratón y el teclado mientras que en Xbox Live Arcade se usa un controlador y una interfaz totalmente rediseñada.

### Clases
Torchlight posee tres clases de personajes:
- El destructor (destroyer): es un guerrero especializado en el combate cuerpo a cuerpo, aunque también posee la habilidad de llamar a espíritus ancestrales para producir efectos mágicos.
- El alquimista (alchemist): es un conjurador que usa la energía mágica del Ember. Puede disparar conjuros ofensivos de electricidad y veneno entre otros; también puede invocar robots y secuaces.
- La conquistadora (vanquisher): es una guardia de élite de la ciudad, enviada encubierta para investigar la aldea de Torchlight. Se especializa en armas a distancia y puede colocar trampas.

El jugador desarrolla su personaje asignándole puntos a las habilidades específicas de su clase. Dichos puntos son obtenidos al subir de nivel o al aumentar la fama. También se pueden obtener otros conjuros por medio de pergaminos.

## Sinopsis
En el mundo de fantasía que sirve de base para Torchlight, el Ember es un mineral misterioso que imbuye a la gente y a los artefactos con poderes mágicos. El pueblo minero de Torchlight está situado encima de una rica fuente de Ember y los aventureros se adentran allí para encontrar esta sustancia y los artefactos mágicos que esta crea. Mientras el jugador explora las cavernas y las mazmorras acaba por descubrir que el Ember también puede corromper a las personas que se ven influenciadas por él. Luego de combatir a numerosas criaturas el jugador alcanza el fondo de las cavernas donde combate al hechicero Alric y una criatura mágica llamada Ordrak que es la fuente de la corrupción del Ember.

## Desarrollo
La preproducción de Torchlight comenzó en agosto del 2008, luego de la disolución de Flagship Studios. Runic Games fue fundado por Travis Baldree y los veteranos de Blizzard North y Flagship Studios: Max Schaefer, Erich Schaefer y Peter Hu. El "grupo completo de Flagship Seattle" que consiste en catorce personas (los mismos que crearon el Mythos original) firmaron para Runic Games en el momento de su formación. Habiendo perdido los derechos sobre Mythos, el equipo de Runic vio el desarrollo de un nuevo videojuego como la manera de "terminar lo que (ellos) empezaron", de otra forma hubieran tenido que comenzar sin los códigos ni los diseños de Mythos. Desde el comienzo del desarrollo se pensó en crear un videojuego de rol multijugador masivo en línea con jugabilidad similar a Mythos o a Diablo. Luego los fundadores de Runic decidieron "regresar a sus comienzos" con un juego pequeño que pudiesen refinar dentro de un relativamente corto ciclo de producción. El juego fue un intento de presentar el mundo de Torchlight al público aficionado a los MMOG. Cosa que después permitió al equipo obtener un videojuego liberado bajo sus estribos antes de lo que hubieran tardado si inmediatamente hubieran comenzado el MMOG. La completa producción del juego comenzó por noviembre del 2008, dándole al proyecto un período de desarrollo de aproximadamente 11 meses. En julio del 2009, 25 miembros del equipo se encontraban trabajando en Runic Games.
En un artículo presentado en Gamasutra Jason Beck explicó que el estilo visual de Torchlight está inspirado en las historietas y en la animación de películas clásicas, utilizando diseños de personajes estilizados y fondos pintorescos.
- Datos: Q201792